# 1367

## Události
- v našich zemích epidemie neznámé choroby – snad chřipky
- barcelonský židovský pogrom – kvůli údajnému znesvěcení hostie Židé vězněni v synagóze, tři z nich na královský příkaz upáleni

### Probíhající události
- 1337–1453 – Stoletá válka
- 1351–1368 – Povstání rudých turbanů

## Vědy a umění
- založena univerzita v Pécsi

## Narození
- 6. ledna – Richard II., anglický král († 14. února 1400)
- ? – Mikuláš II. Gorjanský, uherský palatin a chorvatský bán († 1433)

## Úmrtí
Česko
- 17. prosince – Dětřich z Portic, arcibiskup magdeburský, rádce Karla IV. (* 1300)

Svět
- 18. ledna – Petr I., portugalský král (* 19. května 1320)
- leden – Chan Lin-er, jeden z vůdců Povstání rudých turbanů, císař povstaleckého státu Sung (* ?)
- ? – Marie Portugalská, markýza z Tortosy, dcera portugalského krále Pedra (* 6. dubna 1342)
- ? – Čang Š'-čcheng, jeden z vůdců Povstání rudých turbanů, císař povstaleckého státu Čou (* 1321)
- ? – Isabeau de Vernér, paní na Forges, francouzská šlechtična, manželka Ambroise de Montalais

## Hlava státu
- České království – Karel IV.
- Moravské markrabství – Jan Jindřich
- Svatá říše římská – Karel IV.
- Papež – Urban V.
- Anglické království – Eduard III.
- Dánsko – Valdemar IV.
- Francouzské království – Karel V. Moudrý
- Kastilie – Petr I.
- Lucemburské vévodství – Václav Lucemburský
- Norsko – Haakon VI. Magnusson
- Polské království – Kazimír III. Veliký
- Portugalsko – Petr I. Portugalský / Ferdinand I. Portugalský
- Uherské království – Ludvík I. Veliký
- Švédsko – Albrecht Meklenburský
- Byzantská říše – Jan V. Palaiologos
- Osmanská říše – Murad I.